# Mystery, Aljaška
Mystery, Aljaška (v originále Mystery, Alaska) je americký sportovní film z roku 1999, natočený režisérem Jayem Roachem. V hlavních rolích si zahráli Russell Crowe a Burt Reynolds. Film se původně měl jmenovat Face Off.

## Děj
Děj filmu se odehrává v malém americkém městečku na Aljašce jménem Mystery. Většina lidí zde žije své poklidné životy a jediné, na čem jim tu opravdu záleží, je jejich místní hokejové mužstvo. Každou sobotu se zde pořádá slavný sobotní zápas. Hlavním kapitánem klubu je místní policejní šerif (Russell Crowe), kterého zde všichni respektují. Trenérem klubu je místní soudce (Burt Reynolds). Jako každé městečko má svůj obyčejný život, ale to se má změnit. Jeden místní rodák, který se stal hlavním komentátorem v jedné velké sportovní televizi, se rozhodne, že uspořádá hokejový zápas místního klubu proti slavnému klubu z NHL New York Rangers, měla by to vysílat dokonce televize. V Mystery nastane veliké pozdvižení. Někteří se těší a druzí se zase bojí veliké ostudy a debaklu. Nakonec se ale vše dohodne u soudu, kam přijde sám kapitán Mystery a prosí porotu, že jde jen o sport a že jeho spoluhráči hokejem žijí. Navzdory všem potížím to dobře dopadne a tým Mystery začíná trénovat. Postaví se nový stadion s tribunami, které předtím nebyly, protože se hrálo skoro na rybníku. Hráči Mystery se velmi těší, ale poté zhlédnou hokejovou bitku Tie Domiho a Darrena Landgona v televizi a říkají si, že proti těmhle nemají šanci. Když nastane den zápasu, přiletí Rangers soukromým vrtulníkem a mají z toho srandu. Plný stadion napjatě očekává jak to dopadne. Zápas komentují moderátoři NHL a je zde i bývalá hokejová legenda Bostonu Bruins Phil Esposito. Zápas je velmi vyrovnaný a nikdo si nic nedaruje. Nakonec skončí prohrou Mystery 5:4. Někteří hráči Mystery dokonce odlétají s týmem New York Rangers.

## Obsazení
| Russell Crowe     | John Biebe             |
| Hank Azaria       | Charles Danner         |
| Mary McCormack    | Donna                  |
| Burt Reynolds     | Soudce Walter Burns    |
| Colm Meaney       | Starosta Scott Pitcher |
| Lolita Davidovich | Mary Jane Pitcher      |
| Mike Myers        | Donnie Shulzhoffer     |